# مارسيو سوزا دا سيلفا
مارسيو سوزا دا سيلفا (بالبرتغالية: Marcio Souza da Silva‏) هو لاعب كرة قدم برازيلي في مركز الهجوم، ولد في 14 يناير 1980 في ساو جواو دي ميريتي في البرازيل. لعب مع برسيب باندونغ ونادي آريما كرونوس ونادي ترغكانو ونادي سيمين بادانغ.

## وصلات خارجية
- مارسيو سوزا دا سيلفا على موقع قاعدة بيانات كرة القدم.إي يو (الإنجليزية)
- مارسيو سوزا دا سيلفا على موقع Soccerway.com (الإنجليزية)